# Episodi di Council of Dads
La prima e unica stagione della serie televisiva Council of Dads, composta da 10 episodi da 43 minuti ciascuna, è stata trasmessa in prima visione negli Stati Uniti d'America dall'emittente televisiva NBC dal 24 marzo al 2 luglio 2020.
In Italia la stagione è andata in onda su Canale 5 dal 16 agosto al 7 settembre 2020: le prime quattro puntate sono andate in onda in prima serata domenica 16 agosto 2020, mentre le rimanenti sei puntate sono state distribuite in seconda serata con un doppio episodio a settimana nella serata del lunedì dal 24 agosto al 7 settembre 2020.
| nº | Titolo originale     | Titolo italiano       | Prima TV USA   | Prima TV Italia  |
| -- | -------------------- | --------------------- | -------------- | ---------------- |
| 1  | Pilot                | Il consiglio dei papà | 24 marzo 2020  | 16 agosto 2020   |
| 2  | I'm Not Fine         | Non sto bene          | 30 aprile 2020 | 16 agosto 2020   |
| 3  | Who Do You Wanna Be? | Chi vuoi essere?      | 7 maggio 2020  | 16 agosto 2020   |
| 4  | The Sixth Stage      | La sesta fase         | 14 maggio 2020 | 16 agosto 2020   |
| 5  | Tradition!           | Tradizione!           | 28 maggio 2020 | 24 agosto 2020   |
| 6  | Heart Medicine       | Medicine per il cuore | 4 giugno 2020  | 24 agosto 2020   |
| 7  | The Best-Laid Plans  | I migliori piani      | 11 giugno 2020 | 31 agosto 2020   |
| 8  | Dear Dad             | Caro papà             | 18 giugno 2020 | 31 agosto 2020   |
| 9  | Stormy Weather       | La tempesta           | 25 giugno 2020 | 7 settembre 2020 |
| 10 | Fight or Flight      | Combatti o fuggi      | 2 luglio 2020  | 7 settembre 2020 |

## Il consiglio dei papà
- Titolo originale: Pilot
- Diretto da: James Strong
- Scritto da: Joan Rater e Tony Phelan

### Trama
La famiglia Perry si riunisce per affrontare la crisi sanitaria di papà Scott Perry. Scott rivela di avere un piano per creare un Consiglio dei papà che sarebbe lì per la famiglia se gli dovesse succedere qualcosa.
- Guest star: Tom Everett Scott.
- Ascolti Italia: telespettatori 882 000 – share 6,8%.[5]

## Non sto bene
- Titolo originale: I'm Not Fine
- Diretto da: James Strong
- Scritto da: Joan Rater e Tony Phelan

### Trama
Robin è alle prese con come un Consiglio dei papà potrebbe davvero funzionare nella loro vita quotidiana mentre Larry si assume le sue responsabilità con passione. Luly ha un incontro inaspettato con la sua mamma biologica, Michelle, e scopre i suoi primi anni di vita con Scott, mentre lei ed Evan fanno piani per trasferirsi a New York. Charlotte esplora il suo albero genealogico.
- Guest star: Sharon Leal.
- Ascolti Italia: telespettatori 882 000 – share 6,8%.[5]

## Chi vuoi essere?
- Titolo originale: Who Do You Wanna Be?
- Diretto da: Jonathan Brown
- Scritto da: Tia Napolitano

### Trama
Larry presenta a Robin un'offerta che avrà un impatto sul futuro del Crab Shack, cogliendo di sorpresa Anthony e tutti gli altri. Luly si sforza di fare colpo nel suo gruppo di scrittura, scavando in profondità nelle esperienze personali per un pezzo. Evan contempla un ritorno a scuola. Oliver fa progressi con Theo, ma si ritrova strappato ai propri doveri familiari.
- Guest star: Hilarie Burton, Kevin Daniels e Sharon Leal.
- Ascolti Italia: telespettatori 882 000 – share 6,8%.[5]

## La sesta fase
- Titolo originale: The Sixth Stage
- Diretto da: Christopher Misiano
- Scritto da: Bert V. Royal

### Trama
Robin contempla la vita romantica dopo Scott. Luly ed Evan fanno un investimento rischioso con i soldi del prestito. Anthony si prepara per la transizione del Crab Shack e sviluppa una sorprendente amicizia con la rappresentante del nuovo proprietario Margot. Larry affronta i suoi fallimenti passati e cerca di fare ammenda con la sua nuova famiglia.
- Guest star: Hilarie Burton e David Walton.
- Ascolti Italia: telespettatori 882 000 – share 6,8%.[5]

## Tradizione!
- Titolo originale: Tradition!
- Diretto da: Lily Mariye
- Scritto da: Imogen Binnie

### Trama
Robin affronta coraggiosamente le vacanze autunnali, ma sente di non essere paragonabile a come Scott ha gestito tutto bene. Oliver lotta con la trasgressione di Peter. Theo fa nuove amicizie, ma scopre che non sono necessariamente la migliore influenza. Luly riceve alcune notizie sulla sua famiglia adottiva.
- Guest star: Kevin Daniels e Becky Ann Baker.
- Ascolti Italia: telespettatori 696 000 – share 7,2%.[6]

## Medicine per il cuore
- Titolo originale: Heart Medicine
- Diretto da: Geary McLeod
- Scritto da: Pamela Garcia Rooney

### Trama
La famiglia Perry e il Consiglio si riuniscono quando Charlotte ha bisogno di un intervento chirurgico d'urgenza. Luly ha un incontro importante con i suoi genitori adottivi originali che cambierà la sua vita.
- Guest star: Tom Everett Scott.
- Ascolti Italia: telespettatori 696 000 – share 7,2%.[6]

## I migliori piani
- Titolo originale: The Best-Laid Plans
- Diretto da: Nicole Rubio
- Scritto da: Jason Wilborn

### Trama
Anthony contempla un'interessante offerta di lavoro che significherebbe trasferirsi a Las Vegas. Evan trova la sua lealtà messa alla prova tra Luly e sua madre volitiva, mentre Larry condivide alcuni saggi consigli. Oliver affronta Anthony su un segreto personale profondamente radicato che sconvolgerà la famiglia Perry.
- Guest star: Regina Taylor, Kevin Daniels, Hilarie Burton e David Walton.
- Ascolti Italia: telespettatori 399 000 – share 8,5%.[7]

## Caro papà
- Titolo originale: Dear Dad
- Diretto da: Benny Boom
- Scritto da: David Gould

### Trama
Robin e il Consiglio decidono di dire a Luly una verità scioccante e lei prende in mano la situazione. Oliver e Peter finalmente decidono di adottare, ma apprendono alcune notizie che fanno riflettere sulla madre naturale. Sam fa del suo meglio per sostenere Robin e lei si ritrova a innamorarsi di lui nonostante il caos nella sua vita.
- Guest star: Kevin Daniels, David Walton e Sharon Leal.
- Ascolti Italia: telespettatori 399 000 – share 8,5%.[7]

## La tempesta
- Titolo originale: Stormy Weather
- Diretto da: Jonathan Brown
- Scritto da: Heather Robb

### Trama
Con una tempesta killer in arrivo, la famiglia Perry si dirige verso un terreno più elevato, ma non senza complicazioni. Con l'aiuto di Luly, Larry aiuta sua figlia e sua nipote a fuggire dalla tempesta. Luly scrive un saggio molto personale che finisce nelle mani sbagliate.
- Guest star: Hilarie Burton.
- Ascolti Italia: telespettatori 663 000 – share 9,38%.[8]

## Combatti o fuggi
- Titolo originale: Fight or Flight
- Diretto da: Tony Phelan
- Scritto da: Joan Rater e Tony Phelan

### Trama
Anthony arriva a casa Perry devastata dalla tempesta per trovare Robin e Theo in pericolo, e Oliver mette tutte le sue abilità mediche al lavoro quando Sage inizia il travaglio precoce. Nel frattempo, il futuro del Crab Shack è in bilico a causa dei danni provocati dalla tempesta e i ragazzi Perry sono alle prese con le straordinarie notizie su Luly.
- Guest star: Hilarie Burton e David Walton.
- Ascolti Italia: telespettatori 663 000 – share 9,38%.[8]